# Tajisija Łytwynenko

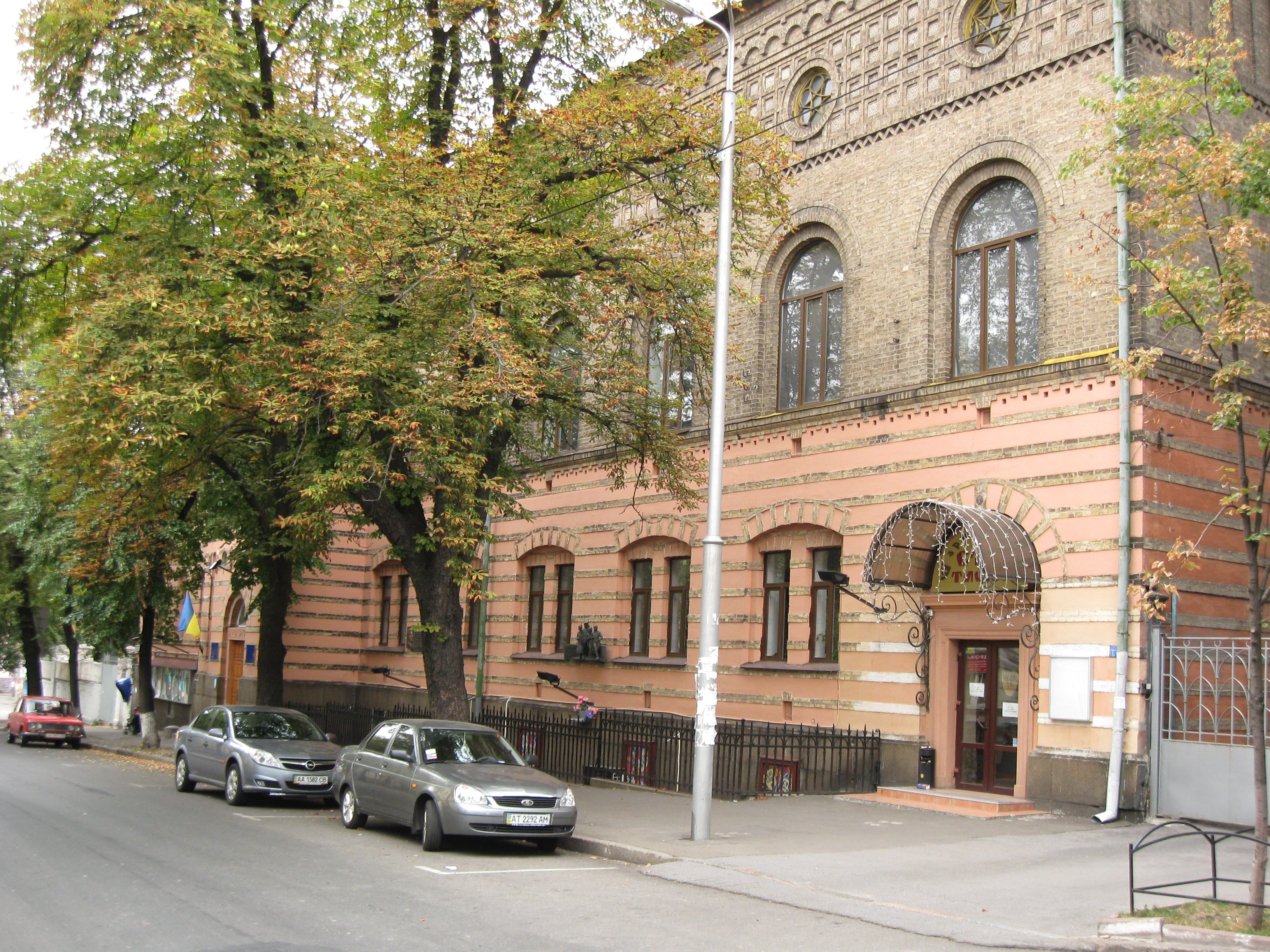
Kijowski Narodowy Uniwersytet Teatru, Kina i Telewizji im. Iwana Karpenki-Karego

Tajisija Josypiwna Łytwynenko (ukr. Таїсія Йосипівна Литвиненко; ur. 10 lutego 1935 w Pohrebach, zm. 6 kwietnia 2025 we Lwowie) – radziecka i ukraińska aktorka teatralna i filmowa, reżyser teatralny, pedagog; Ludowa Artystka Ukraińskiej SRR.
Ukończyła Kijowski Narodowy Uniwersytet Teatru, Kina i Telewizji im. Iwana Karpenki-Karego.
Została odznaczona Orderem Archanioła Michała oraz Orderem Księżnej Olgi I, II i III klasy.